# 欖仁樹新臀后節蜱
欖仁樹新臀后節蜱（学名：Neometaculus catappiae）为節蜱科樹新臀后節蜱屬下的一个种。